# Louis-Albert Bellart-Dambricourt
Louis-Albert Bellart-Dambricourt (13 mars 1796, Saint-Omer - 13 novembre 1864, Hallines), est un homme politique français.
Son nom est souvent orthographié Bellart-d'Ambricourt,,,,,

## Biographie
Fils de Nicolas Bellart et de Marie Chrétienne Dambricourt, il était négociant en farine, industriel et agriculteur, et maire de Wizernes. Les électeurs du Pas-de-Calais l'envoyèrent à l'Assemblée constituante le 7e sur 17, par 79 381 voix (161 957 votants 188 051 inscrits). Il fit partie de la majorité (monarchie républicaine) et vota : pour la loi sur les attroupements, pour le décret sur les clubs, pour les poursuites contre Louis Blanc et Caussidière, pour l'impôt proportionnel, pour les félicitations à Cavaignac, pour la proposition Rateau, pour l'expédition de Rome, contre l'abolition de la peine de mort, contre l'amendement Grévy, contre l'abolition du remplacement militaire et contre le droit au travail. Il se rapprocha de la gauche pour voter: 27 décembre 1848, la suppression de l'impôt sur le sel; 2 mai 1849, l'amnistie des transportés.  Il fut membre du comité des cultes. 
Il ne se rallia pas à Louis-Napoléon Bonaparte, élu Président de la République le 10 décembre 1848, puis soutenu le 22 mai 1849 par une chambre majoritairement monarchiste. Il  quittera son siège à la fin de la session en 1849 et se retira de la politique. Il mourut à Hallines le 13 novembre 1864
"II habite la commune de Wizernes, près Saint-Omer, dans une vallée délicieuse, peuplée d'usines de tous genres, où il possède, entre autres établissements industriels, un moulin à moudre toutes sortes de graines, dont l'ensemble et les détails sont admirables à voir. Le nombre d'ouvriers qu'il y emploie est considérable il en est le père. Ce n'est pas assez pour lui de les aider à vivre dans les temps les plus difficiles ; il les fait entourer de toutes sortes de soins, quand ils sont malades, il en est, en un mot, le père, dans toute l'étendue de l'expression.
Il s'est marié en 1823 avec Mlle Sidonie Dambricourt, sa cousine, femme pieuse et bienfaisante, dont la famille jouit à Lille et à Paris de beaucoup d'estime et de considération. C'est depuis cette époque qu'il ajoute à son nom celui de Dambricourt.
Il est maire de sa commune depuis huit ans. Il a signalé son administration par toutes sortes de mesures et de sacrifices profitables à l'amélioration matérielle et morale du pays. Depuis 1839, il est membre du conseil de son arrondissement, où sa présence a été très utile, sous une foule de points de vue.
Quoique ses principes politiques eussent été toujours antipathiques au pouvoir déchu, ce pouvoir cependant n'a pas toujours dédaigné ses lumières. Souvent il a été nommé membre de commissions chargées d'examiner des questions importantes au bien public.
Ce n'est d'ailleurs pas sans doute un républicain de la veille; mais ses opinions politiques ne le placent pas moins ou nombre de ceux qui veulent aujourd'hui le plus sincèrement une république démocratique".
Louis-Albert Bellart-Dambricourt  était cousin d'Alexandre Dambricourt-Lagache (1798-1837), premier adjoint au maire de Lille, membre de la Société Royale des Sciences, de l’Agriculture et des Arts de Lille.
Il est un aïeul de la paléoanthropologue française Anne Dambricourt Malassé,, et de sa sœur, la claveciniste Aline d'Ambricourt.

## Sources
- « Louis-Albert Bellart-Dambricourt », dans Adolphe Robert et Gaston Cougny, Dictionnaire des parlementaires français, Edgar Bourloton, 1889-1891 [détail de l’édition]
- Élection du représentant du Pas-de-Calais, Louis Albert Bellart-Dambricourt (1796-1864) en 1848 | Paris Musées[14]